# Hervé Di Rosa
Pour les articles homonymes, voir Di Rosa.
Hervé Di Rosa (né le 17 décembre 1959 à Sète) est un peintre français. Artiste peintre contemporain, il est avec Richard Di Rosa, François Boisrond, Rémi Blanchard et Robert Combas l'un des artisans du mouvement français de la « figuration libre »,,,,, renouveau de la peinture dans les années 1980, une peinture empruntant souvent à la BD, au rock et au Pop-Art.

## Biographie
Hervé Di Rosa est né à Sète le 17 décembre 1959. Après son bac, il fait une année de prépa à Sète puis intègre les Arts décoratifs, à Paris, pour étudier le cinéma d'animation ; largement empreint d'une culture de la BD, il y découvre l'histoire de l'art et certains grands peintres. Il partage alors un atelier avec d'autres, dont François Boisrond ou Robert Combas. Avec ce même Combas et Ketty Brindel (qui intégrera peu après le groupe Les Démodés de Richard Di Rosa), il fonde la revue Bato.

### Carrière artistique
En 1981, comme point de départ, il expose chez Bernard Lamarche-Vadel, puis à Nice au milieu de l'année ; c'est lors de l'exposition de cet été-là dans le sud de la France que Ben invente le terme de « Figuration libre » pour définir le mouvement pictural représenté par François Boisrond, Rémi Blanchard, Robert Combas, Catherine Viollet ou encore Jean-Charles Blais.
En 2000, il fonde avec Bernard Belluc le musée international des arts modestes à Sète.
En 2009, Saint-Ouen inaugure sa création dans l'espace public, « Les Gardiens du Noun », rue Rosa-Parks. En 2025, l'œuvre est partiellement dégradée.
En 2012, il expose ses grands formats à l'espace ENCAN de La Rochelle.
En 2014, il installe les « Modestes tropiques » au musée du quai Branly.
En avril 2019, une pétition de Julien Suaudeau et de Mame-Fatou Niang réclame le retrait d'une de ses œuvres installée à l'Assemblée nationale en 1991 sur l'anniversaire de l'abolition de l'esclavage en 1794, l'artiste se défendant, lui, de tout racisme (la photo de la toile en question a depuis été retirée du site Web de l'Assemblée),,.
Il est élu en 2022 membre de l'académie des beaux-arts, au fauteuil IV de la section de Peinture, succédant à Jean Cortot (1925-2018).

## Hommage
La commune du Touquet-Paris-Plage, qui a accueilli les œuvres de Hervé Di Rosa, lui rend hommage en apposant une plaque, avec la signature et les empreintes des mains de l'artiste, sur le sol du jardin des Arts.

## Expositions
- Le grand Bazar des Multivers, Hervé Di Rosa, AD Galerie, Montpellier, 26 juin au 30 juillet 2015
- Plus jamais seul. Hervé Di Rosa et les arts modestes, La Maison Rouge, Paris, 22.10.2016 - 22.01.2017
- Théâtre d'ombres, Hervé DI Rosa, Espace Jacques Villeglé à Saint Gratien, 27 avril 2017 - 24 juin 2017
- Hervé Di Rosa : l'œuvre au monde, La Piscine - Musée d'art et d'industrie André-Diligent, 20 octobre 2018 - 20 janvier 2019
- Hervé Di Rosa. Ses sources, ses démons, 22 mars 2022 - 28 août 2022, musée de Valence[16]
- Hervé Di Rosa, le passe-mondes, Musée National d'Art Moderne, Paris, 28 février - 26 août 2024[17]
- Hervé Di Rosa, Un air de famille, MUCEM, Marseille, 12 mars 2025-1er septembre 2025[18]

## Ouvrages
- Patrick Grainville et Hervé Di Rosa, Hervé Di Rosa : tout un monde, 1992-2002, château de Vascœuil, Centre d'art et d'histoire, 2002
- Jean Seisser, Hervé Di Rosa Graphic, Catalogue raisonné des estampes 1977-2012, Angel Art Servanin + Fage éditions, 2012 320 p.
- Hervé Di Rosa, Patrick Amine, Robert Bonacorsi, Le tour des mondes d'Hervé Di Rosa, 2013, Actes Sud Beaux Arts  (ISBN 978-2-330-01276-2)
- Yves Le Fur et Jean Seisser, Hervé Di Rosa : Foumban, 2002-2015 : autour du monde, 11e étape : [exposition, galerie Louis Carré & Cie, Paris, [27 novembre 2015-9 janvier 2016], Paris, Louis Carré & Cie, 2015, 109 p.
- Plus jamais seul Hervé Di Rosa et les arts modeste, La Maison rouge et Fage éditions + Angel Art Servanin, 2016 (exposition) 260 p.  (ISBN 978-2-84975-425-2)
- Hervé Di Rosa, Paroles d'artiste, Fage éditions, Lyon, 2016, 64 p.  (ISBN 978-2-84975-421-4)
- Jean Seisser, Hervé Di Rosa Autour du monde, Fage éditions + Angel Art Servanin, 2019, 496 p.

## Citations
« Je n’invente pas l'art modeste, je l'ai trouvé, je le fais vivre et je le fais dialoguer avec l'art contemporain. Le centre de cette aventure, c'est l’art contemporain. Parce qu'en face, il y avait le Centre régional d'art contemporain, de grande importance, on a longtemps cru que le Miam était un lieu anti-art contemporain. Pas du tout. Au contraire, j'ai fondé le Miam pour tendre un pont d'une rive à l'autre, aller vers le néophyte qui peut être attrapé par l'alibi des images du quotidien qu'il connaît bien et qui l'amènent vers des œuvres plus complexes. Certains vont vouloir approfondir et aller voir de l'autre côté. »

### Documentation
- Hervé Di Rosa (interviewé) et Frédéric Bosser, « Di Rosa, le croqueur d'images », dBD, no 25,‎ août 2008, p. 22-27.